# Lista över kyrkliga kulturminnen i Stockholms län
Lista över kyrkliga kulturminnen i Stockholms län.

## Botkyrka kommun
| Namn                                | Ursprunglig funktion                             | Byggår     | Arkitekt     | Plats | Läge               | Anläggnings-ID | Bild                                    |
| ----------------------------------- | ------------------------------------------------ | ---------- | ------------ | ----- | ------------------ | -------------- | --------------------------------------- |
| Botkyrka kyrka (Eriksberg 2:9)      | Kyrka med begravningsplats (4 byggnader)         | 1176       |              |       | 59.23824, 17.81780 |                | Ladda upp en till bild av denna byggnad |
| Grödinge kyrka (Grödinge Kyrka 1:1) | Kyrka med begravningsplats (1 byggnad)           | 1100-talet |              |       | 59.14352, 17.78677 |                | Ladda upp en till bild av denna byggnad |
| Ljusets kyrka (Klövern 13)          | Kyrka sammanbyggd med församlingshem             | 2004       |              |       | koordinater saknas |                | Ladda upp en till bild av denna byggnad |
| Tullinge kyrka (Tullinge 16:189)    | Kyrka med begravningsplats (1 byggnad)           | 1958       |              |       | 59.21235, 17.88179 |                | Ladda upp en till bild av denna byggnad |
| Tumba kyrka (Komministern 6)        | Kyrka sammanbyggd med församlingshem (1 byggnad) | 1973       | Börje Wehlin |       | 59.20579, 17.82632 |                | Ladda upp en till bild av denna byggnad |

## Danderyds kommun
| Namn                             | Ursprunglig funktion                             | Byggår       | Arkitekt    | Plats | Läge               | Anläggnings-ID | Bild                                    |
| -------------------------------- | ------------------------------------------------ | ------------ | ----------- | ----- | ------------------ | -------------- | --------------------------------------- |
| Danderyds kyrka (Danderyd 2:18)  | Kyrka med begravningsplats (4 byggnader)         | 1400 (cirka) |             |       | 59.40723, 18.03657 |                | Ladda upp en till bild av denna byggnad |
| Mariakyrkan (Palmen 23)          | Kyrka sammanbyggd med församlingshem (1 byggnad) | 1977         | Janne Feldt |       | 59.43494, 18.04219 |                | Ladda upp en till bild av denna byggnad |
| Petruskyrkan (Kyrkan 1)          | Kyrka sammanbyggd med församlingshem (1 byggnad) | 1962         | Jan Wahlman |       | 59.39015, 18.05754 |                | Ladda upp en till bild av denna byggnad |
| Sätraängskyrkan (DANDERYD 2:155) | Kyrka                                            | 1984         |             |       | koordinater saknas |                | Ladda upp en till bild av denna byggnad |

## Ekerö kommun
| Namn                                      | Ursprunglig funktion                             | Byggår     | Arkitekt | Plats | Läge               | Anläggnings-ID | Bild                                    |
| ----------------------------------------- | ------------------------------------------------ | ---------- | -------- | ----- | ------------------ | -------------- | --------------------------------------- |
| Adelsö kyrka (Adelsö Kyrka 1:1)           | Kyrka med begravningsplats (1 byggnad)           | 1100-talet |          |       | 59.36004, 17.53167 |                | Ladda upp en till bild av denna byggnad |
| Ekebyhovskyrkan (Ekebyhov 1:327)          | Kyrka sammanbyggd med församlingshem (1 byggnad) | 1980       |          |       | 59.28616, 17.80317 |                | Ladda upp en till bild av denna byggnad |
| Ekerö kyrka (Ekerö Kyrka 1:1)             | Kyrka med begravningsplats (1 byggnad)           | 1100-talet |          |       | 59.27246, 17.74832 |                | Ladda upp en till bild av denna byggnad |
| Färentuna kyrka (Färentuna Prästgård 2:1) | Kyrka med begravningsplats (3 byggnader)         | 1100-talet |          |       | 59.39140, 17.65532 |                | Ladda upp en till bild av denna byggnad |
| Hilleshögs kyrka (Hilleshögby 13:1)       | Kyrka med begravningsplats (2 byggnader)         | 1100-talet |          |       | 59.39085, 17.70246 |                | Ladda upp en till bild av denna byggnad |
| Lovö kyrka (Lovö Prästgård 3:1)           | Kyrka med begravningsplats (3 byggnader)         | 1100-talet |          |       | 59.32130, 17.83988 |                | Ladda upp en till bild av denna byggnad |
| Munsö kyrka (Munsö Prästgård 1:32)        | Kyrka med begravningsplats (2 byggnader)         | 1100-talet |          |       | 59.40118, 17.56104 |                | Ladda upp en till bild av denna byggnad |
| Skå kyrka (Skå Kyrka 1:1)                 | Kyrka med begravningsplats (1 byggnad)           | 1100-talet |          |       | 59.33181, 17.74467 |                | Ladda upp en till bild av denna byggnad |
| Sånga kyrka (Sånga Prästgård 2:1)         | Kyrka med begravningsplats (5 byggnader)         | 1100-talet |          |       | 59.35847, 17.70869 |                | Ladda upp en till bild av denna byggnad |

## Haninge kommun
| Namn                                        | Ursprunglig funktion                             | Byggår     | Arkitekt                            | Plats | Läge               | Anläggnings-ID | Bild                                    |
| ------------------------------------------- | ------------------------------------------------ | ---------- | ----------------------------------- | ----- | ------------------ | -------------- | --------------------------------------- |
| Dalarö kyrka (Dalarö 2:129)                 | Kyrka med begravningsplats (2 byggnader)         | 1787       |                                     |       | 59.13074, 18.40590 |                | Ladda upp en till bild av denna byggnad |
| Häringe kapell (Västnora 4:13)              | Bostadshus (2 byggnader)                         | 1929       |                                     |       | 59.05589, 18.02372 |                | Ladda upp en till bild av denna byggnad |
| Jordbro kyrka (Kalvsvik 11:25)              | Kyrka sammanbyggd med församlingshem (1 byggnad) | 1971       | Cederwallgruppens arkitektkontor AB |       | 59.14210, 18.13203 |                | Ladda upp en till bild av denna byggnad |
| Muskö kyrka (Muskö Kyrka 1:1)               | Kyrka med begravningsplats (2 byggnader)         | 1630       |                                     |       | 58.99805, 18.12895 |                | Ladda upp en till bild av denna byggnad |
| Ornö kyrka (Sundby 7:55)                    | Kyrka med begravningsplats (2 byggnader)         | 1886       |                                     |       | 59.05248, 18.43082 |                | Ladda upp en till bild av denna byggnad |
| Sankt Eskils kyrka (Söderbymalm 3:502)      | Kyrka (1 byggnad)                                | 1994       | Janne Feldt                         |       | 59.16986, 18.14253 |                | Ladda upp en till bild av denna byggnad |
| Tungelsta kyrka (Ålsta 1:43)                | Kyrka sammanbyggd med församlingshem (1 byggnad) | 1973       | Rolf Bergh                          |       | 59.10586, 18.03868 |                | Ladda upp en till bild av denna byggnad |
| Utö kyrka (Utö Kyrka 1:1)                   | Kyrka med begravningsplats (1 byggnad)           | 1850       | Johan Fredrik Åbom                  |       | 58.95758, 18.29073 |                | Ladda upp en till bild av denna byggnad |
| Vendelsö kyrka (Vendelsö 3:205)             | Kyrka sammanbyggd med församlingshem (1 byggnad) | 1967       | Rolf Bergh                          |       | 59.19331, 18.19443 |                | Ladda upp en till bild av denna byggnad |
| Västerhaninge kyrka (Åby 1:51)              | Kyrka med begravningsplats (1 byggnad)           | 1200-talet |                                     |       | 59.12142, 18.10918 |                | Ladda upp en till bild av denna byggnad |
| Österhaninge kyrka (Österhaninge Kyrka 1:1) | Kyrka med begravningsplats (1 byggnad)           | 1320-talet |                                     |       | 59.12715, 18.16998 |                | Ladda upp en till bild av denna byggnad |

## Huddinge kommun
| Namn                                 | Ursprunglig funktion                               | Byggår     | Arkitekt    | Plats | Läge               | Anläggnings-ID | Bild                                    |
| ------------------------------------ | -------------------------------------------------- | ---------- | ----------- | ----- | ------------------ | -------------- | --------------------------------------- |
| Flemingsbergs kyrka (Medicinaren 14) | Kyrka sammanbyggd med församlingshem (1 byggnad)   | 1976       |             |       | 59.22410, 17.93895 |                | Ladda upp en till bild av denna byggnad |
| Huddinge kyrka (Klockargården 5)     | Kyrka med begravningsplats (1 byggnad)             | 1200-talet |             |       | 59.24005, 17.98520 |                | Ladda upp en till bild av denna byggnad |
| Mariakyrkan (Valvet 2)               | Kyrka (2 byggnader)                                | 1987       | Fritz Voigt |       | 59.21779, 18.15125 |                | Ladda upp en till bild av denna byggnad |
| Segeltorps kyrka (Mjölkerskan 15)    | Kyrka sammanbyggd med församlingshem (1 byggnad)   | 1989       |             |       | 59.27729, 17.94211 |                | Ladda upp en till bild av denna byggnad |
| Vårby gårds kyrka (Vårgården 1)      | Kyrka sammanbyggd med församlingshem (3 byggnader) | 1975       |             |       | 59.26322, 17.88486 |                | Ladda upp en till bild av denna byggnad |

## Järfälla kommun
| Namn                              | Ursprunglig funktion                               | Byggår     | Arkitekt              | Plats | Läge               | Anläggnings-ID | Bild                                    |
| --------------------------------- | -------------------------------------------------- | ---------- | --------------------- | ----- | ------------------ | -------------- | --------------------------------------- |
| Görvälns griftegård (Görväln 7:1) | Gravkapell med begravningsplats (1 byggnad)        | 1977       |                       |       | 59.42768, 17.79232 |                | Ladda upp en till bild av denna byggnad |
| Järfälla kyrka (Kyrkbyn 3:1)      | Kyrka med begravningsplats (4 byggnader)           | 1100-talet |                       |       | 59.40880, 17.87112 |                | Ladda upp en till bild av denna byggnad |
| Sankt Lukas kyrka (Kallhäll 1:19) | Kyrka sammanbyggd med församlingshem (3 byggnader) | 1977       | Jerk Alton            |       | 59.45576, 17.80344 |                | Ladda upp en till bild av denna byggnad |
| Maria kyrka (Jakobsberg 2:998)    | Kyrka sammanbyggd med församlingshem (1 byggnad)   | 1981       | Lars Olof Torstensson |       | 59.42119, 17.83657 |                | Ladda upp en till bild av denna byggnad |
| Viksjö kyrka (Viksjö 2:591)       | Kyrka (1 byggnad)                                  | 2005       | Carl Nyrén            |       | 59.41770, 17.80647 |                | Ladda upp en till bild av denna byggnad |

## Lidingö kommun
| Namn                          | Ursprunglig funktion                               | Byggår | Arkitekt | Plats | Läge               | Anläggnings-ID | Bild                                    |
| ----------------------------- | -------------------------------------------------- | ------ | -------- | ----- | ------------------ | -------------- | --------------------------------------- |
| Bodals kyrka (Ekan 1)         | Kyrka sammanbyggd med församlingshem (1 byggnad)   | 1983   |          |       | 59.35006, 18.13815 |                | Ladda upp en till bild av denna byggnad |
| Breviks kyrka (Kapellet 3)    | Kyrka sammanbyggd med församlingshem (2 byggnader) | 1937   |          |       | 59.34980, 18.20656 |                | Ladda upp en till bild av denna byggnad |
| Lidingö kyrka (Lidingö 9:147) | Kyrka med begravningsplats (1 byggnad)             | 1623   |          |       | 59.36673, 18.15730 |                | Ladda upp en till bild av denna byggnad |
| Rudboda kyrka (Palmen 1)      | Kyrka sammanbyggd med församlingshem (1 byggnad)   | 1972   |          |       | 59.37501, 18.17958 |                | Ladda upp en till bild av denna byggnad |

## Nacka kommun
| Namn                               | Ursprunglig funktion                          | Byggår | Arkitekt         | Plats | Läge               | Anläggnings-ID | Bild                                    |
| ---------------------------------- | --------------------------------------------- | ------ | ---------------- | ----- | ------------------ | -------------- | --------------------------------------- |
| Boo kyrka (Rensättra 5:1)          | Kyrka med begravningsplats (1 byggnad)        | 1923   |                  |       | 59.33601, 18.28892 |                | Ladda upp en till bild av denna byggnad |
| Fisksätra kyrka (Erstavik 26:431)  | Kyrka                                         | 1974   |                  |       | koordinater saknas |                | Ladda upp en till bild av denna byggnad |
| Kummelnäs kapell (Kummelnäs 1:141) | Kapell                                        | 1925   |                  |       | koordinater saknas |                | Ladda upp en till bild av denna byggnad |
| Nacka kyrka (Sicklaön 133:1)       | Kyrka (1 byggnad)                             | 1891   | Gustaf Wickman   |       | 59.30717, 18.14293 |                | Ladda upp en till bild av denna byggnad |
| Skogsö kapell (Skogsö 2:8)         | Gravkapell med begravningsplats (2 byggnader) | 1921   | Erik Bülow-Hübe  |       | 59.30099, 18.28279 |                | Ladda upp en till bild av denna byggnad |
| Uppenbarelsekyrkan (Tattby 32:1)   | Kyrka (1 byggnad)                             | 1913   | Ferdinand Boberg |       | 59.27936, 18.29296 |                | Ladda upp en till bild av denna byggnad |
| Älta kyrka (Älta 69:3)             | Kyrka                                         | 1994   |                  |       | koordinater saknas |                | Ladda upp en till bild av denna byggnad |

## Norrtälje kommun
| Namn                                              | Ursprunglig funktion                   | Byggår     | Arkitekt | Plats | Läge                 | Anläggnings-ID | Bild                                    |
| ------------------------------------------------- | -------------------------------------- | ---------- | -------- | ----- | -------------------- | -------------- | --------------------------------------- |
| Arholma kyrka (Arholma S:7)                       | Frikyrka                               | 1928       |          |       | koordinater saknas   |                | Ladda upp en till bild av denna byggnad |
| Björkö-Arholma kyrka (Marum 2:11)                 | Frikyrka (1 byggnad)                   | 1905       |          |       | 59.86405, 19.03401   |                | Ladda upp en till bild av denna byggnad |
| Blidö kyrka (Blidö 4:1)                           | Kyrka med begravningsplats (1 byggnad) | 1859       |          |       | 59.61487, 18.88895   |                | Ladda upp en till bild av denna byggnad |
| Edebo kyrka (Edebo Prästgård 2:2)                 | Kyrka med begravningsplats (1 byggnad) | 1400-talet |          |       | 60.00783, 18.57716   |                | Ladda upp en till bild av denna byggnad |
| Edsbro kyrka (Edsbro Kyrka 1:1)                   | Kyrka med begravningsplats (1 byggnad) | 1200-talet |          |       | 59.89449, 18.49348   |                | Ladda upp en till bild av denna byggnad |
| Estuna kyrka (Estuna Prästgård 1:1)               | Kyrka med begravningsplats (1 byggnad) | 1200-talet |          |       | 59.81826, 18.65249   |                | Ladda upp en till bild av denna byggnad |
| Fasterna kyrka (Kyrkbyn 3:1)                      | Kyrka med begravningsplats (1 byggnad) | 1806       |          |       | 59.76965, 18.24098   |                | Ladda upp en till bild av denna byggnad |
| Frötuna kyrka (Frötuna Prästgård 2:1)             | Kyrka med begravningsplats (1 byggnad) | 1100-talet |          |       | 59.74154, 18.67538   |                | Ladda upp en till bild av denna byggnad |
| Gottröra kyrka (Gottröra 10:1)                    | Kyrka med begravningsplats (1 byggnad) | 1200       |          |       | 59.74036, 18.15800   |                | Ladda upp en till bild av denna byggnad |
| Hallstaviks kyrka (Hallsta 2:147)                 | Kyrka med begravningsplats (1 byggnad) | 1933       |          |       | 60.06022, 18.59502   |                | Ladda upp en till bild av denna byggnad |
| Husby-Sjuhundra kyrka (Husby 18:1)                | Kyrka med begravningsplats (1 byggnad) | 1100-talet |          |       | 59.74024, 18.53017   |                | Ladda upp en till bild av denna byggnad |
| Häverö kyrka (Häverö Prästgård 2:1)               | Kyrka med begravningsplats (1 byggnad) | 1300       |          |       | 60.04214, 18.68009   |                | Ladda upp en till bild av denna byggnad |
| Högmarsö kapell (Högmarsö 2:23)                   | Kapell                                 | 1913       |          |       | koordinater saknas   |                | Ladda upp en bild av denna byggnad      |
| Lohärads kyrka (Lohärads Prästgård 2:1)           | Kyrka med begravningsplats (1 byggnad) | 1200-talet |          |       | 59.80711, 18.55966   |                | Ladda upp en till bild av denna byggnad |
| Länna kyrka (Lännaby 9:1)                         | Kyrka med begravningsplats (1 byggnad) | 1100-talet |          |       | 59.68343, 18.60849   |                | Ladda upp en till bild av denna byggnad |
| Malsta kyrka (Malsta 4:11)                        | Kyrka med begravningsplats (1 byggnad) | 1200-talet |          |       | 59.770417, 18.640111 |                | Ladda upp en till bild av denna byggnad |
| Norrtälje kyrka (Kyrkan 1)                        | Kyrka med begravningsplats (1 byggnad) | 1726       |          |       | 59.75928, 18.70562   |                | Ladda upp en till bild av denna byggnad |
| Närtuna kyrka (Närtuna Prästgård 2:1)             | Kyrka med begravningsplats (1 byggnad) | 1100-talet |          |       | 59.69328, 18.15141   |                | Ladda upp en till bild av denna byggnad |
| Riala kyrka (Riala Prästgård 3:1)                 | Kyrka med begravningsplats (1 byggnad) | 1200-talet |          |       | 59.63094, 18.52000   |                | Ladda upp en till bild av denna byggnad |
| Rimbo kyrka (Rimbo Prästgård 1:1)                 | Kyrka med begravningsplats (1 byggnad) | 1400-talet |          |       | 59.75085, 18.39774   |                | Ladda upp en till bild av denna byggnad |
| Roslags-Bro kyrka (Bro Prästgård 2:1)             | Kyrka med begravningsplats (1 byggnad) | 1200-talet |          |       | 59.82967, 18.73700   |                | Ladda upp en till bild av denna byggnad |
| Rådmansö kyrka (Rådmansö 1:2)                     | Kyrka med begravningsplats (1 byggnad) | 1844       |          |       | 59.74914, 18.95644   |                | Ladda upp en till bild av denna byggnad |
| Rånäs kapell (Fasterna prästgård 1:1)             | Kapell (1 byggnad)                     | 1908       |          |       | 59.78301, 18.30622   |                | Ladda upp en till bild av denna byggnad |
| Rö kyrka (Rö Kyrka 1:1)                           | Kyrka med begravningsplats (1 byggnad) | 1200-talet |          |       | 59.69664, 18.38935   |                | Ladda upp en till bild av denna byggnad |
| Singö kyrka (Norrvreta 1:8)                       | Kyrka med begravningsplats (1 byggnad) | 1753       |          |       | 60.16219, 18.74318   |                | Ladda upp en till bild av denna byggnad |
| Skederids kyrka (Skedersby 11:1)                  | Kyrka med begravningsplats (1 byggnad) | 1200-talet |          |       | 59.73306, 18.50183   |                | Ladda upp en till bild av denna byggnad |
| Söderby-Karls kyrka (Söderby-Karls Prästgård 3:1) | Kyrka med begravningsplats (1 byggnad) | 1300-talet |          |       | 59.88441, 18.70040   |                | Ladda upp en till bild av denna byggnad |
| Ununge kyrka (Ununge Prästgård 2:1)               | Kyrka med begravningsplats (1 byggnad) | 1300-talet |          |       | 59.92845, 18.58636   |                | Ladda upp en till bild av denna byggnad |
| Väddö kyrka (Väddö Prästgård 2:1)                 | Kyrka med begravningsplats (1 byggnad) | 1100-talet |          |       | 59.98756, 18.81175   |                | Ladda upp en till bild av denna byggnad |
| Vätö kyrka (Vätö Prästgård 4:1)                   | Kyrka med begravningsplats (1 byggnad) | 1300-talet |          |       | 59.81673, 18.91741   |                | Ladda upp en till bild av denna byggnad |

## Nykvarns kommun
| Namn                              | Ursprunglig funktion | Byggår     | Arkitekt | Plats          | Läge                               | Anläggnings-ID | Bild                                    |
| --------------------------------- | -------------------- | ---------- | -------- | -------------- | ---------------------------------- | -------------- | --------------------------------------- |
| Nykvarnskyrkan (Grytan 2)         | Kyrka (1 byggnad)    | 1974       |          | Centrumvägen 4 | 59.1785344532953, 17.4300973978627 |                | Ladda upp en bild av denna byggnad      |
| Taxinge kyrka (Näsby 6:2)         | Kyrka (1 byggnad)    | 1690-tal   |          |                | 59.2428003677335, 17.305280635897  |                | Ladda upp en till bild av denna byggnad |
| Turinge kyrka (Turinge kyrka 1:1) | Kyrka (1 byggnad)    | 1100-talet |          |                | 59.1961191056587, 17.4410052908468 |                | Ladda upp en till bild av denna byggnad |

## Nynäshamns kommun
| Namn                                   | Ursprunglig funktion | Byggår     | Arkitekt | Plats | Läge                 | Anläggnings-ID | Bild                                    |
| -------------------------------------- | -------------------- | ---------- | -------- | ----- | -------------------- | -------------- | --------------------------------------- |
| Landsorts kapell (Landsort 1:1)        |                      | 1939       |          |       | 58.744806, 17.866278 |                | Ladda upp en till bild av denna byggnad |
| Nynäshamns gravkapell (Nynäshamn 2:10) |                      | 1923       |          |       | koordinater saknas   |                | Ladda upp en bild av denna byggnad      |
| Nynäshamns kyrka (Ankaret 17)          |                      | 1930       |          |       | 58.902475, 17.950453 |                | Ladda upp en till bild av denna byggnad |
| Sorunda kyrka (Sorunda Kyrka 1:1)      |                      | 1100-talet |          |       | 59.008897, 17.813753 |                | Ladda upp en till bild av denna byggnad |
| Torö kyrka (Torö kyrka 4:1)            |                      | 1699       |          |       | 58.840233, 17.841867 |                | Ladda upp en till bild av denna byggnad |
| Ösmo kyrka (Ösmo Kyrka 1:1)            |                      | 1100-talet |          |       | 58.982278, 17.913361 |                | Ladda upp en till bild av denna byggnad |

## Salems kommun
| Namn                      | Ursprunglig funktion                 | Byggår     | Arkitekt | Plats | Läge               | Anläggnings-ID | Bild                                    |
| ------------------------- | ------------------------------------ | ---------- | -------- | ----- | ------------------ | -------------- | --------------------------------------- |
| Salems kyrka (Salem 10:1) | Kyrka med begravningsplats           | 1100-talet |          |       | koordinater saknas |                | Ladda upp en till bild av denna byggnad |
| Säby kyrka (Spiran 1)     | Kyrka sammanbyggd med församlingshem | 1974       |          |       | koordinater saknas |                | Ladda upp en till bild av denna byggnad |

## Sigtuna kommun
| Namn                                      | Ursprunglig funktion                             | Byggår           | Arkitekt | Plats | Läge               | Anläggnings-ID | Bild                                    |
| ----------------------------------------- | ------------------------------------------------ | ---------------- | -------- | ----- | ------------------ | -------------- | --------------------------------------- |
| Haga kyrka (Haga kyrka 1:1)               | Kyrka med begravningsplats (1 byggnad)           | 1200-talet       |          |       | 59.67066, 17.69895 |                | Ladda upp en till bild av denna byggnad |
| Husby-Ärlinghundra kyrka (Husby 10:1)     | Kyrka med begravningsplats (1 byggnad)           | 1100-talet       |          |       | 59.64017, 17.88220 |                | Ladda upp en till bild av denna byggnad |
| Lunda kyrka (Lunda Kyrka 1:1)             | Kyrka med begravningsplats (1 byggnad)           | 1400-talet       |          |       | 59.66687, 18.04624 |                | Ladda upp en till bild av denna byggnad |
| Mariakyrkan (Sigtuna 2:41)                | Kyrka med begravningsplats (1 byggnad)           | 1247             |          |       | 59.61841, 17.72279 |                | Ladda upp en till bild av denna byggnad |
| Märsta kyrka (Märsta 1:95)                | Kyrka sammanbyggd med församlingshem (1 byggnad) | 1956             |          |       | 59.62167, 17.84973 |                | Ladda upp en till bild av denna byggnad |
| Norrsunda kyrka (Norrsunda kyrka 1:1)     | Kyrka med begravningsplats (1 byggnad)           | 1100-talet       |          |       | 59.59394, 17.89277 |                | Ladda upp en till bild av denna byggnad |
| Odensala kyrka (Odensala Prästgård 3:1)   | Kyrka med begravningsplats (1 byggnad)           | 1100-talets slut |          |       | 59.66586, 17.85058 |                | Ladda upp en till bild av denna byggnad |
| Skepptuna kyrka (Skepptuna Prästgård 3:1) | Kyrka med begravningsplats (1 byggnad)           | 1200-talet       |          |       | 59.70898, 18.09309 |                | Ladda upp en till bild av denna byggnad |
| Skånela kyrka (Skånela 8:1)               | Kyrka med begravningsplats (1 byggnad)           | 1100-talet       |          |       | 59.58116, 17.94881 |                | Ladda upp en till bild av denna byggnad |
| Tilkyrkan (Sigtuna Södertil 1:15)         | Kyrka                                            | 1979             |          |       | koordinater saknas |                | Ladda upp en till bild av denna byggnad |
| Valsta kyrka (Valsta 3:28)                | Kyrka (1 byggnad)                                | 1975             |          |       | 59.61679, 17.82940 |                | Ladda upp en till bild av denna byggnad |
| Vidbo kyrka (Vidbo Prästgård 3:1)         | Kyrka med begravningsplats (1 byggnad)           | 1200             |          |       | 59.71071, 18.00561 |                | Ladda upp en till bild av denna byggnad |

## Sollentuna kommun
| Namn                              | Ursprunglig funktion                             | Byggår     | Arkitekt              | Plats | Läge               | Anläggnings-ID | Bild                                    |
| --------------------------------- | ------------------------------------------------ | ---------- | --------------------- | ----- | ------------------ | -------------- | --------------------------------------- |
| Edsbergskyrkan (Evangeliet 2)     | Kyrka sammanbyggd med församlingshem (1 byggnad) | 1972       | Lars Olof Torstensson |       | 59.44464, 17.96803 |                | Ladda upp en till bild av denna byggnad |
| Kummelby kyrka (Hemgården 3)      | Kyrka                                            | 2000       |                       |       | koordinater saknas |                | Ladda upp en till bild av denna byggnad |
| Sankt Eriks kyrka (Turkosen 16)   | Kyrka (1 byggnad)                                | 1930       | Evert Milles          |       | 59.43248, 17.95335 |                | Ladda upp en till bild av denna byggnad |
| Sollentuna kyrka (Norrviken 2:18) | Kyrka med begravningsplats (3 byggnader)         | 1100-talet |                       |       | 59.46680, 17.91855 |                | Ladda upp en till bild av denna byggnad |

## Solna kommun
| Namn                         | Ursprunglig funktion                     | Byggår     | Arkitekt          | Plats | Läge               | Anläggnings-ID | Bild                                    |
| ---------------------------- | ---------------------------------------- | ---------- | ----------------- | ----- | ------------------ | -------------- | --------------------------------------- |
| Bergshamra kyrka (Torsken 6) | Kyrka (1 byggnad)                        | 1962       |                   |       | 59.38056, 18.03524 |                | Ladda upp en till bild av denna byggnad |
| Hagalunds kyrka (Sunnan 12)  | Kyrka (1 byggnad)                        | 1906       | Sigge Cronstedt   |       | 59.36248, 18.00860 |                | Ladda upp en till bild av denna byggnad |
| Löftets kyrka (Rådslaget 17) | Kyrka med kyrkotomt (1 byggnad)          | 1961       | Carl-Ivar Ringmar |       | 59.35384, 17.99581 |                | Ladda upp en till bild av denna byggnad |
| Råsunda kyrka (Näcken 2)     | Kyrka (2 byggnader)                      | 1968       | Georg Scherman    |       | 59.36855, 17.98772 |                | Ladda upp en till bild av denna byggnad |
| Solna kyrka (Haga 3:10)      | Kyrka med begravningsplats (3 byggnader) | 1100-talet |                   |       | 59.35303, 18.02400 |                | Ladda upp en till bild av denna byggnad |

## Stockholms kommun
| Namn                                                       | Ursprunglig funktion                                                                   | Byggår     | Arkitekt                          | Plats | Läge               | Anläggnings-ID | Bild                                    |
| ---------------------------------------------------------- | -------------------------------------------------------------------------------------- | ---------- | --------------------------------- | ----- | ------------------ | -------------- | --------------------------------------- |
| Adolf Fredriks kyrka (Norrmalm 1:33)                       | Kyrka med begravningsplats (3 byggnader)                                               | 1774       | Carl Fredrik Adelcrantz           |       | 59.33818, 18.05997 |                | Ladda upp en till bild av denna byggnad |
| Akalla kyrka (Helsingfors 2)                               | Kyrka sammanbyggd med församlingshem (1 byggnad)                                       | 1976       | Hans Wieland                      |       | 59.41343, 17.91811 |                | Ladda upp en till bild av denna byggnad |
| Allhelgonakyrkan (Helgan 1)                                | Kyrka med kyrkotomt (1 byggnad)                                                        | 1918       | Joel Norborg                      |       | 59.30985, 18.07068 |                | Ladda upp en till bild av denna byggnad |
| Bredängs kyrka (Frimurareorden 2)                          | Kyrka                                                                                  | 1969       |                                   |       | koordinater saknas |                | Ladda upp en till bild av denna byggnad |
| Bromma kyrka (Kyrkbyn 1, Kyrkbyn 6, Bromma kyrka 1:21)     | Kyrka med begravningsplats (2 byggnader)                                               | 1100-talet |                                   |       | 59.35526, 17.92171 |                | Ladda upp en till bild av denna byggnad |
| Brännkyrka kyrka (Örby Slott 1:3 o 1:4)                    | Kyrka med begravningsplats (5 byggnader)                                               | 1100-talet |                                   |       | 59.28210, 18.02304 |                | Ladda upp en till bild av denna byggnad |
| Djurgårdskyrkan (Djurgårdskyrkan 1)                        | Skola (3 byggnader)                                                                    | 1828       |                                   |       | 59.32411, 18.09826 |                | Ladda upp en till bild av denna byggnad |
| Engelbrektskyrkan (Korsnäbben 1)                           | Kyrka med kyrkotomt (2 byggnader)                                                      | 1914       | Lars Israel Wahlman               |       | 59.34431, 18.06765 |                | Ladda upp en till bild av denna byggnad |
| Enskede kyrka (Gamla Enskede 4:1)                          | Kyrka med kyrkotomt (1 byggnad)                                                        | 1915       | Carl Bergsten                     |       | 59.28456, 18.08155 |                | Ladda upp en till bild av denna byggnad |
| Essinge kyrka (Dungen 26)                                  | Kyrka med kyrkotomt,Kyrka sammanbyggd med församlingshem (4 byggnader)                 | 1959       | Cyrillus Johansson                |       | 59.32074, 17.99057 |                | Ladda upp en till bild av denna byggnad |
| Famnen (Famnen 6)                                          | Kyrka sammanbyggd med församlingshem (1 byggnad)                                       | 1986       |                                   |       | 59.33779, 17.94014 |                | Ladda upp en till bild av denna byggnad |
| Finska kyrkan (Europa 13)                                  | Teater (1 byggnad)                                                                     | 1725       |                                   |       | 59.32561, 18.07239 |                | Ladda upp en till bild av denna byggnad |
| Fruängens kyrka, Fruängens kyrksal (Förkunnelsen 1)        | Kyrka sammanbyggd med församlingshem (2 byggnader)                                     | 1963       | Sven Hesselgren                   |       | 59.28518, 17.96745 |                | Ladda upp en till bild av denna byggnad |
| Gröndals kyrka (Vantet 14)                                 | Kyrka sammanbyggd med församlingshem (1 byggnad)                                       | 1969       | Backström & Reinius Arkitekter AB |       | 59.31494, 18.00792 |                | Ladda upp en till bild av denna byggnad |
| Gustaf Vasa kyrka (Syrenen 1)                              | Kyrka med kyrkotomt (1 byggnad)                                                        | 1906       | Agi Lindegren                     |       | 59.34251, 18.04759 |                | Ladda upp en till bild av denna byggnad |
| Gustav Adolfskyrkan (Fältprästen 15)                       | Kyrka,Garnisonskyrka (1 byggnad)                                                       | 1892       | Carl Möller                       |       | 59.33753, 18.09839 |                | Ladda upp en till bild av denna byggnad |
| Hedvig Eleonora kyrka (Läderkanonen 3)                     | Kyrka med begravningsplats (1 byggnad)                                                 | 1737       |                                   |       | 59.33521, 18.08056 |                | Ladda upp en till bild av denna byggnad |
| Hjorthagens kyrka (Jägarbacken 1)                          | Kyrka med kyrkotomt (2 byggnader)                                                      | 1909       | Carl Bergsten                     |       | 59.35487, 18.10367 |                | Ladda upp en till bild av denna byggnad |
| Hässelby Strands kyrka (Evangeliet 1)                      | Kyrka sammanbyggd med församlingshem (1 byggnad)                                       | 1970       | Oskar Fuchs                       |       | 59.36030, 17.83219 |                | Ladda upp en till bild av denna byggnad |
| Hässelby Villastads kyrka (Skolörten 4)                    | Kyrka med kyrkotomt (1 byggnad)                                                        | 1939       | Folke Hjortzberg                  |       | 59.37751, 17.81370 |                | Ladda upp en till bild av denna byggnad |
| Högalidskyrkan (Templet 2)                                 | Kyrka med kyrkotomt (3 byggnader)                                                      | 1923       | Ivar Tengbom                      |       | 59.31721, 18.03732 |                | Ladda upp en till bild av denna byggnad |
| Katarina kyrka (Södermalm 7:24)                            | Kyrka med begravningsplats (5 byggnader)                                               | 1695       | Jean de la Vallée                 |       | 59.31697, 18.07717 |                | Ladda upp en till bild av denna byggnad |
| Kista kyrka (Danmark 3)                                    | Kyrka sammanbyggd med församlingshem (3 byggnader)                                     | 1978       | Zoltán Bedecs                     |       | 59.40150, 17.94260 |                | Ladda upp en till bild av denna byggnad |
| Kungsholms kyrka (Ulrika 1)                                | Kyrka med begravningsplats (1 byggnad)                                                 | 1688       |                                   |       | 59.32894, 18.04878 |                | Ladda upp en till bild av denna byggnad |
| Mariehällskyrkan (Församlingshuset 6)                      | Kommunalhus,Boställe,Komministerboställe (1 byggnad)                                   | 1925       | Alfred Danielsson-Bååk            |       | 59.36026, 17.94834 |                | Ladda upp en till bild av denna byggnad |
| Markuskyrkan (Väckelsen 1)                                 | Kyrka sammanbyggd med församlingshem (3 byggnader)                                     | 1960       | Sigurd Lewerentz                  |       | 59.29236, 18.11733 |                | Ladda upp en till bild av denna byggnad |
| Mikaelskapellet (Urnan 24)                                 | Frikyrka (1 byggnad)                                                                   | 1914       | Höög & Morssing                   |       | 59.34262, 18.03295 |                | Ladda upp en till bild av denna byggnad |
| Mälarhöjdens kyrka (Orgelbyggaren 1)                       | Kyrka sammanbyggd med församlingshem (2 byggnader)                                     | 1929       | Hakon Ahlberg                     |       | 59.30065, 17.95665 |                | Ladda upp en till bild av denna byggnad |
| Olaus Petri kyrka (Stångkusken 1)                          | Kyrka med kyrkotomt (3 byggnader)                                                      | 1959       | Peter Celsing                     |       | 59.34467, 18.08832 |                | Ladda upp en till bild av denna byggnad |
| Oscarskyrkan (Stallmästaren 1)                             | Kyrka med kyrkotomt (2 byggnader)                                                      | 1903       | Gustaf Hermansson                 |       | 59.33327, 18.09354 |                | Ladda upp en till bild av denna byggnad |
| Råcksta kapellkrematorium (Grimsta 1:2)                    | Kapell med begravningsplats,Krematorium (4 byggnader)                                  | 1960       |                                   |       | 59.35636, 17.86746 |                | Ladda upp en till bild av denna byggnad |
| Sankt Ansgars kyrka och Västerleds församlingshem (Akka 9) | Församlingshem,Utan kyrkorum,Kyrka utan kyrkotomt eller begravningsplats (2 byggnader) | 1963       | Olof Malmgren                     |       | 59.33439, 17.97807 |                | Ladda upp en till bild av denna byggnad |
| S:t Eriks kapell (Kyrkteglet 1)                            | Gravkapell (1 byggnad)                                                                 | 1913       | Albin Patrik Selling              |       | 59.33425, 18.04129 |                | Ladda upp en till bild av denna byggnad |
| S:t Jacobs kyrka (Lantmätaren 2)                           | Kyrka med begravningsplats (2 byggnader)                                               | 1643       | Willem Boy                        |       | 59.33067, 18.07039 |                | Ladda upp en till bild av denna byggnad |
| Sankt Tomas kyrka (Ordet 1S)                               | Kyrka sammanbyggd med församlingshem (2 byggnader)                                     | 1960       | Peter Celsing                     |       | 59.36290, 17.87043 |                | Ladda upp en till bild av denna byggnad |
| Sankta Birgitta kyrka (Prosten 1)                          | Kyrka sammanbyggd med församlingshem (2 byggnader)                                     | 1962       | Rolf Bergh                        |       | 59.32886, 17.91579 |                | Ladda upp en till bild av denna byggnad |
| S:t Johannes kyrka (Johannes Mindre 9)                     | Kyrka med begravningsplats (2 byggnader)                                               | 1890       | Carl Möller                       |       | 59.33880, 18.06491 |                | Ladda upp en till bild av denna byggnad |
| Maria Magdalena kyrka (Södermalm 7:48)                     | Kyrka med begravningsplats (4 byggnader)                                               | 1634       |                                   |       | 59.31855, 18.06710 |                | Ladda upp en till bild av denna byggnad |
| Sjöstadskapellet (Grundet 2)                               | Kapell                                                                                 | 2002       |                                   |       | koordinater saknas |                | Ladda upp en till bild av denna byggnad |
| Skogskyrkogården (Gamla Enskede 1:7 och 1:8)               | Gravkapell med begravningsplats (4 byggnader)                                          | 1920       |                                   |       | 59.27622, 18.10084 |                | Ladda upp en till bild av denna byggnad |
| Skärholmens kyrka (Måsholmen 17)                           | Kyrka sammanbyggd med församlingshem (1 byggnad)                                       | 1976       | Ingrid Uddenberg                  |       | 59.27648, 17.90571 |                | Ladda upp en till bild av denna byggnad |
| Sofia kyrka (Vita Berget 1)                                | Kyrka med kyrkotomt (1 byggnad)                                                        | 1906       | Gustaf Hermansson                 |       | 59.31229, 18.08831 |                | Ladda upp en till bild av denna byggnad |
| Spånga kyrka (Tensta 3:8)                                  | Kyrka med begravningsplats (1 byggnad)                                                 | 1100-talet |                                   |       | 59.39160, 17.91181 |                | Ladda upp en till bild av denna byggnad |
| Stefanskyrkan (Stefanskapellet 1)                          | Kyrka med kyrkotomt (1 byggnad)                                                        | 1904       | Carl Möller                       |       | 59.34762, 18.05467 |                | Ladda upp en till bild av denna byggnad |
| Stora Sköndals kyrka (Sköndal 1:10)                        | Kyrka med kyrkotomt (3 byggnader)                                                      | 1929       | Hakon Ahlberg                     |       | 59.25143, 18.12285 |                | Ladda upp en till bild av denna byggnad |
| Storkyrkan (Rådstugan 2)                                   | Kyrka med begravningsplats (3 byggnader)                                               | 1200-talet |                                   |       | 59.32577, 18.07038 |                | Ladda upp en till bild av denna byggnad |
| Sätra kyrka (Björksätra 2)                                 | Kyrka                                                                                  | 1966       |                                   |       | koordinater saknas |                | Ladda upp en till bild av denna byggnad |
| Söderledskyrkan (Skriften 1)                               | Kyrka med kyrkotomt (2 byggnader)                                                      | 1960       | Hans Borgström och Bengt Lindroos |       | 59.25898, 18.08438 |                | Ladda upp en till bild av denna byggnad |
| Uppenbarelsekyrkan (Papperskniven 13)                      | Kyrka sammanbyggd med församlingshem (2 byggnader)                                     | 1961       | Johannes Olivegren                |       | 59.30399, 18.00171 |                | Ladda upp en till bild av denna byggnad |
| Vantörs kyrka (Gipsen 1)                                   | Kyrka sammanbyggd med församlingshem (2 byggnader)                                     | 1959       | Berndt Alfreds och Gunnar Larsén  |       | 59.26415, 18.03902 |                | Ladda upp en till bild av denna byggnad |
| Västerledskyrkan (Harsprånget 1)                           | Kyrka (1 byggnad)                                                                      | 1932       | Birger Borgström                  |       | 59.32782, 17.96739 |                | Ladda upp en till bild av denna byggnad |
| S:t Matteus kyrka (Midgård 10)                             | Kyrka sammanbyggd med församlingshem (1 byggnad)                                       | 1903       | Erik Lallerstedt                  |       | 59.34532, 18.04252 |                | Ladda upp en till bild av denna byggnad |
| S:t Görans kyrka (Korset 2)                                | Kyrka med kyrkotomt (1 byggnad)                                                        | 1958       | Adrian Langendal                  |       | 59.33460, 18.02400 |                | Ladda upp en till bild av denna byggnad |
| Klara kyrka (Orgelpipan 10)                                | Kyrka med begravningsplats (2 byggnader)                                               | 1500-talet |                                   |       | 59.33101, 18.06188 |                | Ladda upp en till bild av denna byggnad |
| Tyska kyrkan (Juno 18)                                     | Kyrka med kyrkotomt (2 byggnader)                                                      | 1570-talet |                                   |       | 59.32401, 18.07153 |                | Ladda upp en till bild av denna byggnad |
| Årsta kyrka (Kolsundet 4)                                  | Kyrka sammanbyggd med församlingshem                                                   | 2011       |                                   |       | koordinater saknas |                | Ladda upp en till bild av denna byggnad |
| Ängby kyrka (Blekingen 3)                                  | Kyrka sammanbyggd med församlingshem (3 byggnader)                                     | 1959       | Björn Hedvall                     |       | 59.34668, 17.89113 |                | Ladda upp en till bild av denna byggnad |

## Sundbybergs kommun
| Namn                                | Ursprunglig funktion            | Byggår | Arkitekt       | Plats | Läge               | Anläggnings-ID | Bild                                    |
| ----------------------------------- | ------------------------------- | ------ | -------------- | ----- | ------------------ | -------------- | --------------------------------------- |
| Alby kyrka (Ringaren 9)             | Kyrka (1 byggnad)               | 1892   | Frans Lindskog |       | 59.35934, 17.97114 |                | Ladda upp en till bild av denna byggnad |
| Duvbo kyrka (Gladan 2)              | Kapell (2 byggnader)            | 1904   | David Jansson  |       | 59.37188, 17.95681 |                | Ladda upp en till bild av denna byggnad |
| Sundbybergs kyrka (Sundbyberg 2:19) | Kyrka med kyrkotomt (1 byggnad) | 1911   | Axel Sjögren   |       | 59.36413, 17.97271 |                | Ladda upp en till bild av denna byggnad |

## Södertälje kommun
| Namn                                        | Ursprunglig funktion                 | Byggår          | Arkitekt | Plats | Läge               | Anläggnings-ID | Bild                                    |
| ------------------------------------------- | ------------------------------------ | --------------- | -------- | ----- | ------------------ | -------------- | --------------------------------------- |
| Alla Helgons kyrka (Kardinalen 1)           | Kyrka sammanbyggd med församlingshem | 1962            |          |       | koordinater saknas |                | Ladda upp en till bild av denna byggnad |
| Hölö kyrka (Hölö Kyrka 1:1)                 | Kyrka med begravningsplats           | 1100-talet      |          |       | koordinater saknas |                | Ladda upp en till bild av denna byggnad |
| Lina kyrka (Lina 4:55)                      | Kyrka sammanbyggd med församlingshem | 1995            |          |       | koordinater saknas |                | Ladda upp en till bild av denna byggnad |
| Mörkö kyrka (Mörkö Kyrka 1:1)               | Kyrka med begravningsplats           | 1100-1200-talet |          |       | koordinater saknas |                | Ladda upp en till bild av denna byggnad |
| Pershagens kapell (Vigselringen 1)          | Kapell                               | 1936            |          |       | koordinater saknas |                | Ladda upp en till bild av denna byggnad |
| Sankt Mikaels kyrka (Ängsgröen 2)           | Kyrka sammanbyggd med församlingshem | 1973            |          |       | koordinater saknas |                | Ladda upp en till bild av denna byggnad |
| Sankta Ragnhilds kyrka (Tälje 1:22)         | Kyrka med begravningsplats           | 1100-1200-talet |          |       | koordinater saknas |                | Ladda upp en till bild av denna byggnad |
| Tveta kyrka (Tvetaberg 11:1)                | Kyrka med begravningsplats           | 1200-talet      |          |       | koordinater saknas |                | Ladda upp en till bild av denna byggnad |
| Vårdinge kyrka (Vårdinge Kyrka 1:1)         | Kyrka med begravningsplats           | 1100-talet      |          |       | koordinater saknas |                | Ladda upp en till bild av denna byggnad |
| Ytterenhörna kyrka (Ytterenhörna Kyrka 1:1) | Kyrka med begravningsplats           | 1100-talet      |          |       | koordinater saknas |                | Ladda upp en till bild av denna byggnad |
| Ytterjärna kyrka (Ytterjärna Kyrka 1:1)     | Kyrka med begravningsplats           | 1100-talet      |          |       | koordinater saknas |                | Ladda upp en till bild av denna byggnad |
| Överenhörna kyrka (Överenhörna Kyrka 1:1)   | Kyrka med begravningsplats           | 1100-talet      |          |       | koordinater saknas |                | Ladda upp en till bild av denna byggnad |
| Överjärna kyrka (Överjärna kyrka 1:1)       | Kyrka med begravningsplats           | 1100-talet      |          |       | koordinater saknas |                | Ladda upp en till bild av denna byggnad |

## Tyresö kommun
| Namn                                  | Ursprunglig funktion                             | Byggår | Arkitekt    | Plats | Läge               | Anläggnings-ID | Bild                                    |
| ------------------------------------- | ------------------------------------------------ | ------ | ----------- | ----- | ------------------ | -------------- | --------------------------------------- |
| Bollmoradalens kyrka (Bollmora 2:581) | Kyrka sammanbyggd med församlingshem (1 byggnad) | 1973   | Bo Sahlin   |       | 59.24281, 18.23033 |                | Ladda upp en till bild av denna byggnad |
| Trollbäckens kyrka (Kumla 3:1165)     | Kyrka sammanbyggd med församlingshem (1 byggnad) | 1992   | Janne Feldt |       | 59.22141, 18.20357 |                | Ladda upp en till bild av denna byggnad |
| Tyresö kyrka (Tyresö 1:827)           | Kyrka med begravningsplats (2 byggnader)         | 1641   |             |       | 59.23672, 18.30139 |                | Ladda upp en till bild av denna byggnad |

## Täby kommun
| Namn                                 | Ursprunglig funktion                               | Byggår     | Arkitekt       | Plats | Läge               | Anläggnings-ID | Bild                                    |
| ------------------------------------ | -------------------------------------------------- | ---------- | -------------- | ----- | ------------------ | -------------- | --------------------------------------- |
| Gribbylunds kapell (Gribbylund 24:7) | Kapell (3 byggnader)                               | 1990       |                |       | 59.46269, 18.08636 |                | Ladda upp en till bild av denna byggnad |
| Näsbyparks kyrka (Näsbypark 36:2)    | Kyrka                                              | 1980       |                |       | koordinater saknas |                | Ladda upp en till bild av denna byggnad |
| Sankt Olofs kyrka (Viggbyholm 76:13) | Kapell (1 byggnad)                                 | 1941       | Evert Milles   |       | 59.44361, 18.11475 |                | Ladda upp en till bild av denna byggnad |
| Tibble kyrka (Lammet 2)              | Kyrka sammanbyggd med församlingshem (3 byggnader) | 1978       | Göran Kjessler |       | 59.44323, 18.06632 |                | Ladda upp en till bild av denna byggnad |
| Täby kyrka (Täby Kyrkby 3:12)        | Kyrka med begravningsplats (4 byggnader)           | 1200-talet |                |       | 59.49074, 18.05664 |                | Ladda upp en till bild av denna byggnad |

## Upplands-Bro kommun
| Namn                                          | Ursprunglig funktion                   | Byggår      | Arkitekt | Plats | Läge               | Anläggnings-ID | Bild                                    |
| --------------------------------------------- | -------------------------------------- | ----------- | -------- | ----- | ------------------ | -------------- | --------------------------------------- |
| Bro kapell (Bro Prästgård 1:104)              | Kapell (inga registrerade byggnader)   | 1800-talet? |          |       | 59.51256, 17.64156 |                | Ladda upp en bild av denna byggnad      |
| Bro kyrka (Husby 4:3)                         | Kyrka med begravningsplats (1 byggnad) | 1100-talet  |          |       | 59.50605, 17.62683 |                | Ladda upp en till bild av denna byggnad |
| Håbo-Tibble kyrka (Tibble Kyrkby 18:1)        | Kyrka med begravningsplats (1 byggnad) | 1200        |          |       | 59.58853, 17.66093 |                | Ladda upp en till bild av denna byggnad |
| Håtuna kyrka (Håtuna Prästgård 2:1)           | Kyrka med begravningsplats (1 byggnad) | 1100-talet  |          |       | 59.62317, 17.60928 |                | Ladda upp en till bild av denna byggnad |
| Kungsängens kyrka (Kungsängens Kyrkby 8:1)    | Kyrka med begravningsplats (1 byggnad) | 1200-talet  |          |       | 59.48264, 17.74134 |                | Ladda upp en till bild av denna byggnad |
| Låssa kyrka (Låssa Kyrka 1:1)                 | Kyrka med begravningsplats (1 byggnad) | 1200-talet  |          |       | 59.50931, 17.56546 |                | Ladda upp en till bild av denna byggnad |
| Västra Ryds kyrka (Västra Ryds Prästgård 1:4) | Kyrka med begravningsplats (1 byggnad) | 1200-talet  |          |       | 59.53360, 17.76720 |                | Ladda upp en till bild av denna byggnad |

## Upplands Väsby kommun
| Namn                         | Ursprunglig funktion                             | Byggår     | Arkitekt      | Plats | Läge               | Anläggnings-ID | Bild                                    |
| ---------------------------- | ------------------------------------------------ | ---------- | ------------- | ----- | ------------------ | -------------- | --------------------------------------- |
| Eds kyrka (Edsby 6:1)        | Kyrka med begravningsplats (5 byggnader)         | 1100-talet |               |       | 59.50788, 17.86838 |                | Ladda upp en till bild av denna byggnad |
| Fresta kyrka (Frestaby 4:1)  | Kyrka med begravningsplats (3 byggnader)         | 1200-talet |               |       | 59.51783, 17.95692 |                | Ladda upp en till bild av denna byggnad |
| Hammarby kyrka (Kyrkbyn 4:1) | Kyrka med begravningsplats (3 byggnader)         | 1200-talet |               |       | 59.53746, 17.92344 |                | Ladda upp en till bild av denna byggnad |
| Vilunda kyrka (Kyrkbyn 3:1)  | Kyrka sammanbyggd med församlingshem (1 byggnad) | 1975       | Hakon Ahlberg |       | 59.51927, 17.91197 |                | Ladda upp en till bild av denna byggnad |

## Vallentuna kommun
| Namn                                        | Ursprunglig funktion                     | Byggår     | Arkitekt | Plats | Läge               | Anläggnings-ID | Bild                                    |
| ------------------------------------------- | ---------------------------------------- | ---------- | -------- | ----- | ------------------ | -------------- | --------------------------------------- |
| Angarns kyrka (Angarns Kyrka 1:1)           | Kyrka med begravningsplats (2 byggnader) | 1200-talet |          |       | 59.53658, 18.16872 |                | Ladda upp en till bild av denna byggnad |
| Frösunda kyrka (Frösunda Prästgård 3:1)     | Kyrka med begravningsplats (3 byggnader) | 1400-talet |          |       | 59.62153, 18.16751 |                | Ladda upp en till bild av denna byggnad |
| Kårsta kyrka (Kårstaby 8:1)                 | Kyrka med begravningsplats (3 byggnader) | 1200-talet |          |       | 59.65264, 18.24111 |                | Ladda upp en till bild av denna byggnad |
| Markims kyrka (Markims Kyrka 1:1)           | Kyrka med begravningsplats (2 byggnader) | 1200-talet |          |       | 59.60631, 18.05010 |                | Ladda upp en till bild av denna byggnad |
| Orkesta kyrka (Orkestaby 9:1)               | Kyrka med begravningsplats (3 byggnader) | 1100-talet |          |       | 59.60477, 18.11026 |                | Ladda upp en till bild av denna byggnad |
| Vada kyrka (Vadaby 9:1)                     | Kyrka med begravningsplats (2 byggnader) | 1100-talet |          |       | 59.57766, 18.20527 |                | Ladda upp en till bild av denna byggnad |
| Vallentuna kyrka (Vallentuna Prästgård 1:1) | Kyrka med begravningsplats (2 byggnader) | 1190-talet |          |       | 59.53135, 18.07400 |                | Ladda upp en till bild av denna byggnad |
| Össeby-Garns kyrka (Lilla Garn 7:1)         | Kyrka med begravningsplats (2 byggnader) | 1200-talet |          |       | 59.56256, 18.25403 |                | Ladda upp en till bild av denna byggnad |

## Vaxholms kommun
| Namn                            | Ursprunglig funktion                     | Byggår | Arkitekt                                   | Plats | Läge               | Anläggnings-ID | Bild                                    |
| ------------------------------- | ---------------------------------------- | ------ | ------------------------------------------ | ----- | ------------------ | -------------- | --------------------------------------- |
| Resarö kapell (Ytterby 4:175)   | Kapell (3 byggnader)                     | 1968   |                                            |       | 59.42873, 18.33388 |                | Ladda upp en till bild av denna byggnad |
| Vaxholms gravkapell (Vaxön 1:8) | Gravkapell med begravningsplats          | 1926   |                                            |       | koordinater saknas |                | Ladda upp en till bild av denna byggnad |
| Vaxholms kyrka (Kyrkan 2)       | Kyrka med begravningsplats (3 byggnader) | 1803   | Carl Fredrik Adelcrantz och Olof Tempelman |       | 59.40340, 18.34745 |                | Ladda upp en till bild av denna byggnad |

## Värmdö kommun
| Namn                             | Ursprunglig funktion                     | Byggår     | Arkitekt | Plats | Läge               | Anläggnings-ID | Bild                                    |
| -------------------------------- | ---------------------------------------- | ---------- | -------- | ----- | ------------------ | -------------- | --------------------------------------- |
| Djurö kyrka (Kyrkudden 1:1)      | Kyrka med begravningsplats (1 byggnad)   | 1683       |          |       | 59.30528, 18.68999 |                | Ladda upp en till bild av denna byggnad |
| Gustavsbergs kyrka (Ösby 1:3)    | Kyrka (1 byggnad)                        | 1906       |          |       | 59.32668, 18.38621 |                | Ladda upp en till bild av denna byggnad |
| Ingarö kyrka (Brunn 1:15)        | Kyrka med begravningsplats (3 byggnader) | 1792       |          |       | 59.28947, 18.41041 |                | Ladda upp en till bild av denna byggnad |
| Möja kyrka (Berg 11:1)           | Kyrka med begravningsplats (1 byggnad)   | 1769       |          |       | 59.40401, 18.88199 |                | Ladda upp en till bild av denna byggnad |
| Nämdö kyrka (Västerby 5:325)     | Kyrka med begravningsplats (1 byggnad)   | 1876       |          |       | 59.18434, 18.69464 |                | Ladda upp en till bild av denna byggnad |
| Sandhamns kapell (Eknö 5:525)    | Kapell (2 byggnader)                     | 1935       |          |       | 59.28795, 18.91853 |                | Ladda upp en till bild av denna byggnad |
| Sjölidens kapell (Hemmesta 29:1) | Kapell                                   | 1981       |          |       | koordinater saknas |                | Ladda upp en till bild av denna byggnad |
| Värmdö kyrka (Prästgården 2:1)   | Kyrka med begravningsplats (5 byggnader) | 1300-talet |          |       | 59.35781, 18.49692 |                | Ladda upp en till bild av denna byggnad |

## Österåkers kommun
| Namn                                          | Ursprunglig funktion                      | Byggår     | Arkitekt | Plats | Läge               | Anläggnings-ID | Bild                                    |
| --------------------------------------------- | ----------------------------------------- | ---------- | -------- | ----- | ------------------ | -------------- | --------------------------------------- |
| Ljusterö kyrka (Mellansjö 3:3)                | Kapell med begravningsplats (2 byggnader) | 1755       |          |       | 59.52671, 18.62185 |                | Ladda upp en till bild av denna byggnad |
| Roslags-Kulla kyrka (Roslags-Kulla Kyrka 1:1) | Kyrka med begravningsplats (2 byggnader)  | 1706       |          |       | 59.55907, 18.56098 |                | Ladda upp en till bild av denna byggnad |
| Åkersberga kyrka (Prästgården 1:27)           | Kyrka sammanbyggd med församlingshem      | 1980       |          |       | koordinater saknas |                | Ladda upp en till bild av denna byggnad |
| Österåkers kyrka (Prästgården 2:1)            | Kyrka med begravningsplats (3 byggnader)  | 1200-talet |          |       | 59.50760, 18.28362 |                | Ladda upp en till bild av denna byggnad |
| Östra Ryds kyrka (Östra Ryd 1:1)              | Kyrka med begravningsplats (1 byggnad)    | 1300       |          |       | koordinater saknas |                | Ladda upp en till bild av denna byggnad |